# Бадицешти (Мехединци)
Бадицешти (рум. Bădițești) насеље је у Румунији у округу Мехединци у општини Хусничоара. Oпштина се налази на надморској висини од 300 m.

## Становништво
Према подацима из 2002. године у насељу је живело 213 становника, од којих су сви румунске националности.